# Пуликовский, Константин Борисович
Константи́н Бори́сович Пулико́вский (род. 9 февраля 1948, Уссурийск, Приморский край) — советский и российский военный и государственный деятель, генерал-лейтенант запаса. Полномочный представитель президента Российской Федерации в Дальневосточном федеральном округе с мая 2000 года по ноябрь 2005 года, глава Ростехнадзора с декабря 2005 года по сентябрь 2008 года.

## Образование
В 1970 году окончил Ульяновское танковое училище.
В 1982 году окончил Военную академию бронетанковых войск. В 1992 году Военную академию Генерального штаба Вооружённых сил Российской Федерации.

## Биография

### Трудовая деятельность
33 года прослужил в Вооружённых силах СССР и России, член КПСС, занимал командные должности в частях, соединениях, оперативных и оперативно-стратегических объединениях Вооружённых сил. Военную службу проходил в Белорусской, Туркменской, Эстонской, Литовской Социалистических Республиках и на Кавказе.
В ходе новогоднего штурма Грозного командовал группировкой «Север», в состав которой входили Майкопская бригада и Самарский полк, понёсшие тяжёлые потери. Деятельность Пуликовского на посту командующего группировкой «Север» стала предметом проверки со стороны Генеральной прокуратуры РФ. По итогам проверки было установлено, что приказ на вход в город Грозный Майкопской бригаде отдал сам Пуликовский, хотя сам генерал этот факт никогда публично не признавал. В ходе проверки также выяснилось, что «вопросы тщательной подготовки операции должен был решить Пуликовский, однако этого в полной мере сделано не было, что явилось одной из причин гибели большого количества личного состава 131-й бригады. В действиях Пуликовского усматриваются признаки состава преступления, предусмотренного ст. 260-1, п. „в“ УК РСФСР, а именно — халатное отношение должностного лица к службе, повлёкшее тяжкие последствия. Однако уголовное дело возбуждено быть не может, так как Государственной Думой 19 апреля 1995 года объявлена амнистия в связи с 50-летием Победы в Великой Отечественной войне 1941—1945 гг., и допущенное Пуликовским правонарушение подпало под её действие».

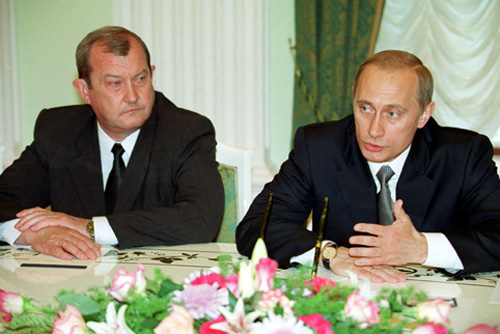
К. Б. Пуликовский и В. В. Путин (2000)

В 1996—1997 годах — командующий объединённой группировкой федеральных сил в Чеченской Республике, заместитель командующего войсками Северо-Кавказского военного округа, участник Первой чеченской войны.
В 1998—2000 годах — помощник мэра Краснодара (В. А. Самойленко) по работе с муниципальными предприятиями, руководитель комитета по благоустройству города. Председатель краевого отделения общественной организации ветеранов «Боевое братство».
В 2000—2005 годах полномочным представителем президента Российской Федерации в Дальневосточном федеральном округе, член Совета Безопасности Российской Федерации.
В 2005—2008 годах руководитель Федеральной службы по экологическому, технологическому и атомному надзору (Ростехнадзор).
В 2009—2012 годах председатель совета регионального отделения Политической партии «Справедливая Россия» в Краснодарском крае, в 2011 году по списку партии баллотировался в депутаты Государственную думу, не пройдя в федеральный парламент, покинул партию.
С 2023 года Ведущий инспектор Группы инспекторов Объединённого стратегического командования  Южного военного округа Министерства обороны Российской Федерации.

### Семья
Женат, два сына.
- Старший сын: Алексей — офицер Вооружённых Сил, погиб в ходе вооружённого конфликта в Чеченской Республике 14 декабря 1995 года в населённом пункте Шатой при деблокировании захваченного боевиками блокпоста 245-го гвардейского мотострелкового полка.
- Младший сын: Сергей Константинович Пуликовский — до осени 2020 г. занимал должность заместителя главы Краснодарского края по вопросам внутренней политики[7]. В конце сентября 2020 года на основании Распоряжения Губернатора Краснодарского края Сергей Пуликовский был освобождён от занимаемой должности вице-губернатора региона[8].

## Награды и звания
- генерал-лейтенант, Действительный государственный советник Российской Федерации 1 класса.
- Орден «За заслуги перед Отечеством» IV степени (1 февраля 2003) — за большой вклад в укрепление российской государственности и многолетнюю добросовестную работу[9]
- Орден Почёта (12 декабря 2005) — за заслуги в укреплении российской государственности и многолетнюю добросовестную работу[10]
- Орден Дружбы (21 августа 2018) — за активную деятельность по сохранению, приумножению и популяризации культурного и исторического наследия России[11]
- Орден Мужества
- Орден «За службу Родине в Вооружённых Силах СССР» III степени
- Орден святого благоверного князя Даниила Московского II степени (РПЦ, 2005)[12]